# Горашовиці
Горашовиці (пол. Goraszowice, нім. Graschwitz) — село в Польщі, у гміні Отмухув Ниського повіту Опольського воєводства.
Населення — 74 особи (2011).

## Демографія
Демографічна структура станом на 31 березня 2011 року:
|          | Загалом | Допрацездатний вік | Працездатний вік | Постпрацездатний вік |
| -------- | ------- | ------------------ | ---------------- | -------------------- |
| Чоловіки | 38      | 3                  | 27               | 8                    |
| Жінки    | 36      | 5                  | 22               | 9                    |
| Разом    | 74      | 8                  | 49               | 17                   |